# بيتر وولي
بيتر وولي (بالإنجليزية: Peter Wooley)‏ هو مصمم إنتاجي أمريكي، ولد في 26 ديسمبر 1934 في إيست ليفربول في الولايات المتحدة، وتوفي في 15 نوفمبر 2017.

## وصلات خارجية
- بيتر وولي على موقع IMDb (الإنجليزية)
- بيتر وولي على موقع ألو سيني (الفرنسية)
- بيتر وولي على موقع قاعدة بيانات الأفلام السويدية (السويدية)
- بيتر وولي على موقع قاعدة بيانات الفيلم (الإنجليزية)
- بيتر وولي على موقع كينوبويسك (الروسية)